# GECOS (Betriebssystem)
GECOS (kurz für englisch General Electric Comprehensive Operating System) bezeichnet ein Betriebssystem, das von General Electric zwischen 1962 und 1964 für den 36-bit-Großrechner GE-635 entwickelt wurde. Entgegen dem Gerücht war dieser kein Klon von IBMs System/360. Die Architektur der GE-635 war im Vergleich unterschiedlich und GECOS war weitaus anspruchsvoller als IBMs Betriebssystem OS/360. Merkmale der zweiten Generation 1968 waren Unterstützung von Time-Sharing und Stapelverarbeitung. Nach dem Verkauf der Computersparte an Honeywell 1970 wurde GECOS in GCOS umbenannt.

## Verschiedenes
Ein Datenfeld in der Datei /etc/passwd bei Unix-Betriebssystemen, in dem keine systemrelevanten Informationen über den Benutzer abgelegt werden, z. B. Vor- und Nachname wird auch mit GECOS bezeichnet. Der Name des Feldes bezieht sich auf das Betriebssystem der Firma General Electric, steht also nicht für eine eigene Abkürzung.
Das GECOS-Feld wurde 1970 bei den Bell Labs hinzugefügt, um die Kommunikation eines UNIX-Systems mit den anderen Computern zu ermöglichen, welche das General Electric Comprehensive Operating System nutzten. Das GECOS-Feld wird heute, da darin oft nur der Name abgelegt wird, auch als das name field bezeichnet.